# Соловьёво (Пермский край)
Соловьёво — деревня в составе Двуреченского сельского поселения Пермского района в Пермском крае.

## Географическое положение
Деревня расположена на левом берегу Сылвы в 25 километрах на восток-юго-восток по прямой от посёлка Ферма, центра сельского поселения.

## Климат
Климат умеренно континентальный, характеризуется холодной продолжительной зимой, тёплым, но сравнительно коротким летом, ранними осенними и поздними весенними заморозками. Среднегодовая температура воздуха составляет +1,5 °C. Самым холодным месяцем в году является январь со средней месячной температурой воздуха минус 14,2 °C, самым тёплым — июль со средней месячной температурой +18,1 °C. Зимний сезон устанавливается в первой декаде ноября и продолжается до конца марта. Снежный покров появляется во второй декаде октября, а сходит в третьей декаде апреля.

## Население
Постоянное население составляло 11 человек в 2010 году.